# Hautdasseln
Die Hautdasseln (Hypodermatinae, früher manchmal falsch geschrieben als Hypoderminae) sind eine Unterfamilie der Dasselfliegen (Oestridae) innerhalb der Zweiflügler (Diptera). Wie die anderen Vertreter der Dasselfliegen leben die Larven der Tiere parasitisch. Sie befallen vor allem Huftiere. In Mitteleuropa sind zwei Arten besonders bedeutsam, die Große Rinderdasselfliege (Hypoderma bovis) und die Kleine Rinderdasselfliege (Hypoderma lineatum). 

## Merkmale
Die ausgewachsenen Fliegen sind mittelgroß und meist pelzig behaart. Einige Arten, besonders der Gattung Portschinskia ähneln sehr stark Hummeln, so dass sie schon als solche fehlbestimmt worden sind. Die Flügel sind sehr gut ausgebildet und die Tiere sind gute Flieger.
Die Zusammengehörigkeit der Unterfamilie ergibt sich vor allem anhand von Merkmalen der Larven. Die Stigmen am Hinterende der Larven sind als Porenplatte ausgebildet (auch bei den Oestrinae). Die Mandibeln sind mit dem übrigen Kopfskelett zu einem einzigen Sklerit verschmolzen. Den Larven fehlt ein Paar spezieller, dreiteiliger Borstengruppen auf den Tergiten des Hinterleibs, als „Keilin´s Organ“ bezeichnet, die bei den anderen Unterfamilien vorhanden ist.

## Entwicklungszyklus
Die begatteten Weibchen fliegen wie die Nasendasseln nach der abgeschlossenen Eientwicklung der Larven die Wirte derselben an. Bei diesen angekommen, werden die Eier an die Haare der Gliedmaßen und des Bauches geklebt. Zu diesem Zweck besitzen die weiblichen Fliegen einen teleskopartigen Legestachel. Das charakteristische Summgeräusch der Großen Rinderdasselfliege ruft bei Rindern das Biesen hervor. Die Tiere fliehen in Panik vor den Dasseln und beachten weder Zäune noch Gräben oder andere Hindernisse, dadurch ziehen sie sich oft schwere Brüche und andere Verletzungen zu. 
Nach dem Schlüpfen der Larven bohren sich diese bei der Großen Rinderdasselfliege ins Gewebe des Wirtstieres ein und wandern ins Fettgewebe der Brust und Lendenwirbel ein. Die Larven der Kleinen Rinderdasselfliege werden durch Ablecken in die Speiseröhre eingebracht, wo sie sich bis zu sieben Monate aufhalten und erst später zum endgültigen Ansiedlungsort, dem Unterhautgewebe des Rückens, wandern. Dort bohren sie ein Atemloch (Stigma) und häuten sich dann zum dritten Larvenstadium. Während der Infektion machen die Maden häufig weite Wanderungen durch das Bindegewebe des Wirtes und nehmen dabei deutlich an Größe zu  (bei der Großen Rinderdasselfliege von 0,5 Millimeter auf 17 Millimeter und dabei eine Volumenzunahme um das 8000fache). Danach verlassen die Larven ihren Wirt und verpuppen sich im Boden.

## Schadwirkung
Die Wirtsspezifität der Hautdasseln ist teilweise sehr ausgeprägt, ein starker Befall führt zu Lähmungen, Blutungen, Ödemen und Schädigung des Rückenmarks, selten tritt bei der Kleinen Rinderdasselfliege ein völliger Verschluss der Speiseröhre auf. Sie mindern den Preis des Leders, da im Rückenteil nach dem Gerben Löcher entstehen (Austrittstellen der Larven).
Die Große Rinderdasselfliege kann Zebu, Wasserbüffel, Pferd und Schaf befallen, bevorzugt werden jedoch Hausrinder. Der Mensch ist nur selten ein Wirt der Hautdasseln (Gelegenheitswirt), die Larve kann sich nicht vollständig entwickeln und verlässt die befallene Stelle, ohne sich zu häuten.

## Systematik
Die Unterfamilie umfasst folgende Gattungen:
- Ochtonia, mit der einzigen Art Ochtonia lindneri Grunin, 1968
- Portschinskia Semenov, 1902. 11 Arten, viele davon sehr selten gefunden. Von Europa (eine Art in den Alpen) über Zentral- bis Ostasien.
- Oestroderma Portschinsky, 1887.
- Oestromyia Brauer, 1860. Alle Arten mit abgesetzt gelb oder hellbraun gefärbtem Kopf und schwarzem Körper.
  - Murmeltierdasselfliege (Oestromyia marmotae)
  - Hasendasselfliege (Oestromyia leporina)

Die folgenden Gattungen parasitieren sämtlich bei Huftieren:
- Hypoderma Latreille, 1818
  - Kleine Rinderdasselfliege (Hypoderma lineatum)
  - Große Rinderdasselfliege (Hypoderma bovis)
  - Hirschdasselfliege (Hypoderma actaeon)
  - Rehdasselfliege (Hypoderma diana)
- Oedemagena Latreille, 1818 mit einer einzigen Art, der Rentierdasselfliege (Oedemagena tarandi). Wird von anderen alternativ in die Gattung Hypoderma mit einbezogen.
- Pallasiomyia Rubtzov, 1939, mit der einzigen Art Pallasiomyia antilopum (Pallas, 1771)
- Przhevalskiana Grunin, 1948
- Pavolovskiata Grunin, 1949, mit der einzigen Art Pavlovskiata subgutturosae Grunin, 1949
- Strobiloestrus Brauer, 1892
- Gruninomyia Szpila & Pape, 2017 mit der einzigen Art Gruninomyia mira Szpila & Pape, 2017. Nur ein einziges Männchen bekannt.

Nach den morphologischen Merkmalen ist die Schwestergruppe der Hypodermatinae die Unterfamilie Oestrinae. Diese Position wurde auch in molekularen Analysen bestätigt.